# 沈人种
沈人种（1531年—？），字時雍，號練城，直隸蘇州府嘉定縣人，民籍，明朝政治人物。

## 生平
嘉靖三十七年（1558年）戊午科應天府鄉試第一百六名。嘉靖三十八年（1559年），登己未科三甲九十七名進士。知浙江德清县，四十二年调滑县，擢吏部主事，历官山西按察司佥事、陕西布政司左参议，隆慶五年（1571年）五月升浙江按察使司副使，萬曆二年（1574年）正月升湖广右参政，四年正月升云南按察使，五年正月升广东右布政使，六年八月升福建左布政使，八年正月考察不及去职。九年十月起调贵州左布政使，十一年闰二月升南京光禄寺卿，十月又入京为光禄寺卿，十二年三月升太常寺卿，四月擢都察院副都御史、巡撫福建。

## 家族
曾祖沈朴；祖父沈棋；父沈球。前母朱氏；前母蔡氏；母薛氏。严侍下。兄沈人和。